# Metatrogus septuosus
Metatrogus septuosus är en skalbaggsart som beskrevs av Britton 1978. Metatrogus septuosus ingår i släktet Metatrogus och familjen Melolonthidae. Inga underarter finns listade i Catalogue of Life.